# Dendrobium carrii
Dendrobium carrii là một loài thực vật có hoa trong họ Lan. Loài này được Rupp & C.T.White mô tả khoa học đầu tiên năm 1937.